# 赫尔曼·埃瑟

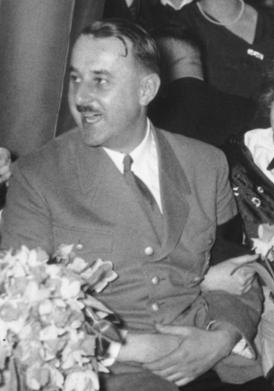
赫爾曼·埃瑟

赫尔曼·埃瑟（德語：Hermann Esser，1900年7月29日-1981年2月7日）是纳粹党的早期成员。作为一名记者，埃瑟曾是纳粹报纸《人民观察家报》的编辑、宣传领袖和德国帝国议会的副总统。在党的早期他是阿道夫·希特勒的事实上的副手。作为希特勒最早的追随者和朋友之一，他在魏玛共和国时期在党内担任过有影响力的职务，但在纳粹掌权时代逐渐失去了影响力。